# Снежанка (героиня на Дисни)
Снежанка (на английски: Snow White) е измислена героиня от първия пълнометражен анимационен филм на Уолт Дисни Пикчърс Снежанка и седемте джуджета (1937). Образът на Снежанка произлиза от приказка, позната в редица европейски държави, като най-известната версия е на Братя Грим.
Снежанка е първата Принцеса на Дисни и първата измислена героиня със звезда на Холивудската алея на славата. Първоначално озвучена от Адриана Каселоти, героинята е озвучена и от Джейн Пауъл, Ейлин Уудс, Дороти Уаренскьолд, Джун Форей, Мери Кей Бергман, Каролин Гарднър, Мелиса Дисни, Катрин Фон Тил, Памела Рибон и е изиграна от Стефани Бенет (Наследниците).

## Разработване
Първоначалните скици на аниматорите за образа на Снежанка, някои от които приличат на Бети Буп, не отговарят на очакванията на Уолт Дисни, тъй като са твърде карикатурни. Хамилтън Лъск, когото Дисни избира за главен аниматор на Снежанка, е натоварен с предизвикателството да направи героинята по-правдоподобна и реалистична от който и да е от предишните анимационни герои на студиото. Това е предизвикателство, пред което Лъск и аниматорът Лес Кларк се изправят, докато разработват Персефона в късометражния анимационния филм The Goddess of Spring, част от поредицата Silly Symphonies. За този проект Лес Кларк по-късно отбелязва: „Сигурен съм, че Уолт е мислил предварително за Снежанка“. Въпреки че персонажът Персефона се оказва малко безжизнен и лишен от личност, експериментът в имитирането на реалистични човешки движения и анатомия е приложен в разработването на анимационни техники за Снежанка. Снежанка и Злата кралица са усъвършенствани от Грим Натуик и Норм Фъргюсън, които често пренебрегват инструкциите на Уолт Дисни.
Сравнително новата техника за използване на кадри на живо като справка за движенията на герои е широко използвана, за да се вдъхне живот в образа на Снежанка. Младата танцьорка Марджори Селесте Белчър служи като модел за Снежанка. Тя е дъщеря на аниматора Ърнест Белчър, който по-късно създава персонажа на Феята във филма Пинокио (1940). Хамилтън Луск я насочва през снимките на многобройни последователности на движенията, а след това аниматорите изучават и копират кадрите, за да засилят реализма на анимираните движения на Снежанка. По-късно аниматорът Оли Джонстън споделя: „Внимателното планиране и заснемане на кадрите с моделя, винаги се правеха с идеята как да се използват в анимацията, което доведе до много убедителен персонаж“.
Първоначално Дисни не може да намери това, което според него е подходящ глас за Снежанка. Около 150 момичета са прослушани за ролята на Снежанка, включително известни актриси като Диана Дърбин, чийто глас обаче изглежда твърде зрял за Дисни. Един помощник на Дисни се обажда на учителя по музика Гидо Каселоти, оплаквайки се, че Холивуд няма пеещи момичета. Каселоти иска да им предложи най-доброто, като прослушат негови ученички, но се оказа, че 20-годишната му дъщеря Адриана подслушва разговора на друг телефон в къщата и тя започна да пее с глас на младо момиче. Баща ѝ е объркан и ѝ казва да затвори телефона, но гласът ѝ се харесва на кастинг директора, който веднага я кани на прослушването. След като Уолт Дисни я чува, веднага ѝ дава ролята. Студиото подписва договор с Адриана Каселоти – забранено ѝ е да пее във филми или по радиото преди или след премиерата на филма, защото Уолт Дисни не иска гласът на Снежанка да се чува никъде другаде. За озвучаването на Снежанка тя получава 970 долара (днес приблизително 17 251 долара).
Въпреки че във филма никога не се посочва мястото на развитие на действието, „домът на джуджетата е украсен с резбовани дървени мебели и инструменти“. Този дом е заобиколен от планини и обширна гора. Тези подробности предполагат местоположение в Шварцвалд, Германия, където съществува традиция в дърворезбата.
Медиата BuzzFeed гледа на Снежанка като на германка и предполага, че „исторически точната“ Снежанка би била отгледана в рамките на „строгата и религиозна“ култура на Свещената Римска империя през 16 век.

## Характеристики
Снежанка е принцеса и „най-справедливата от всички“. Тя е описана от Магическото огледало на мащехата си като „коса черна като абанос, устни червени като розата, кожа бяла като сняг“. Въпреки че за пръв път е видяна в парцали в началото на филма, Снежанка е най-добре известна със своята емблематична рокля със син корсаж, подпухнали червени-и-сини ръкави на райета, светло жълта пола до глезена със самозашита бяло долнище и висока бяла яка, бежови обувки, червена пелерина и червена панделка в косата.
Снежанка е невинна, мила, нежна и весела. Нейната щедра, доверчива и полезна натура може да ѝ създаде неприятности, тъй като други хора могат да се възползват от това, като суетната и зла мащеха. Въпреки че е чувствителна, тя може да бъде енергична и строга, като например, когато казва на джуджетата да си измият ръцете или когато се скарва на птиците за „уплашването на горката стара дама (кралицата, преоблечена като стара търговка)“. Снежанка е майчински настроена, състрадателна и се наслаждава на поддържането на дома на седемте джуджета, докато чака да се срещне отново с любимия си принц. Със своята доброта и ефирна красота тя очарова всяко същество в кралството с изключение на кралицата. Тя също така показва голяма устойчивост и вътрешна сила срещу несгодите.

## Описание
В оригиналния филм Снежанка е изобразена с черна коса и кафяви очи. Тя носи фин грим и руж. Червеният цвят на устните и бузите ѝ наподобява червения цвят на ябълката, която я изпраща в дълбок сън. Тя все още не е зряла жена, а момиче в пубертета. Тя е с пълни бузи и плоски гърди. Нейното закръглено лице е характеристика, типично свързана с добро здраве и доброта.
Краката на Снежанка са слаби, но разширеният ѝ ханши е индикация, че тя е съзряващо момиче. Тя е с къса коса и къдрава прическа, която ѝ придава детски вид. Нейните гласови и речеви характеристики също са детски. Нежните ѝ обувки на висок ток допълват младежкия ѝ вид. Докато Снежанката, изобразена от братя Грим, е на около 7 години, Снежанката на Дисни е юноша (точната ѝ възраст никога не е посочвана).
Когато се изгубва в гората, Снежанка изглежда доста непохватна. Роклята ѝ се оплита в клоните на дърветата и тя пада в езеро. И все пак други сцени изобразяват движенията на Снежанка като „грациозни, величествени и елегантни“, показателни за аристократично възпитание. Когато се присъединява към безимениия си принц на коня му, Снежанка язди на седло. Друг показател за нейния „изискан“ и „дамски“ стил.
Дрехите на Снежанка са традиционно женствени и по-скоро предпазливи, като покриват колкото се може повече плът. Основният ѝ костюм е дълга рокля, с бяла яка, сини и подпухнали ръкави, жълта пола и фуста. Тя също носи червена пелерина, обувки на висок ток с панделка на всеки от тях и червена панделка на косата си.
Невинният външен вид на Снежанка контрастира със сексуалната зрялост на мащехата, както на външен вид, така и на поведение. И все пак нарцистичното желание на кралицата да стане най-красивата жена създава конфликт между мащеха и заварена дъщеря. Огледалото служи като „мъжки съдия на женската красота“ в това състезание и кралицата изглежда зависи от „осъдителния глас“ на огледалото в нейната самооценка. Докато и двете жени са изобразени като красиви във филма, пасивното, сладко младо момиче се оценява като по-добро от своята свирепа и студена мащеха.

## Изяви
Първата поява на Снежанка е в пълнометражния анимационен филм на Дисни Снежанка и седемте джуджета (1937). Въпреки че е родена със синя кръв, Снежанка е принудена да работи като слугиня по заповед на злата си мащеха, която, за да скрие красотата ѝ, я облича в парцали, за да бъде тя най-красивата в кралството, но когато кралицата, злата мащеха на Снежанка, открива, че нейната заварена дъщеря Снежанка е най-красивата, изпраща Хумберт, ловеца, да я убие. Хумберт, нямайки сърце да я убие, ѝ казва да бяга. Снежанка се губи в гората, но благодарение на горските животни тя успява да стигне до къщата на седемте джуджета. Но когато кралицата разбира, че нейната заварена дъщеря е все още жива, тя решава да се преобрази в стара и грозна търговка и отравя красива червена ябълка, която ще потопи Снежанка в сън, който ще бъде нарушен само ако Снежанка получи първата истинска любовна целувка от любимия си принц. Когато Снежанка захапва ябълката, тя моментално пада на земята, приличаща на умряла, но запсала. Седемте джуджета, за да отмъстят за нейната смърт, преследват злата мащеха из гората. Кралицата е на път да хвърли камък по седемте джуджета, когато се спъва и пада в пропаст. Снежанка е толкова красива, въпреки привидно умряла, че седемте джуджета нямат сърце да я погребат и я поставят в стъклен ковчег, върху който всеки ден оставят цветя, и я посещават заедно с животните от гората. Един ден се появява принцът, който винаги е влюбен в нея и като я вижда в ковчега, той я целува, разрушавайки магията на отровената ябълка. Снежанка се събужда и след като се сбогува със седемте джуджета и животните, принцът я завежда в замъка си, където са щастливи.